# McDonald Mariga
Mcdonald Mariga Wanyama (Nairobi, 1987. április 4. –) visszavonult kenyai labdarúgó, Mariga az első kenyai játékos, aki pályára lépett a Bajnokok Ligájában.

## Pályafutása

### A válogatottban
2004 óta képviselte Kenyát. Első válogatott gólját Szváziföld ellen szerezte 2007. március 25-én.
Összesen 40 alkalommal lépett pályára, 5 gólt szerzett. Részt vett afrikai nemzetek kupája selejtezőn.

## Sikerei, díjai

### Klubcsapatokkal
Helsingborgs IF
- Svéd kupa: 2006

Internazionale
- Serie A: 2009–10
- Coppa Italia: 2009–2010, 2010–11
- Olasz szuperkupa: 2010
- UEFA bajnokok-ligája: 2009–10
- FIFA klubvilágbajnokság: 2010